# La Rivière (Isère)
Rivière – miejscowość i gmina we Francji, w regionie Owernia-Rodan-Alpy, w departamencie Isère.
Według danych na rok 1990 gminę zamieszkiwały 363 osoby, a gęstość zaludnienia wynosiła 20 osób/km² (wśród 2880 gmin regionu Rodan-Alpy Rivière plasuje się na 1269. miejscu pod względem liczby ludności, natomiast pod względem powierzchni na miejscu 590.).
Przez gminę przepływa rzeka Isère. 